# Greg Athans
Greg Athans (ur. 18 czerwca 1955 r. – zm. 8 sierpnia 2006 r.) – kanadyjski narciarz, specjalista narciarstwa dowolnego. Nie startował na żadnych mistrzostwach świata ani na igrzyskach olimpijskich. Najlepsze wyniki w Pucharze Świata osiągnął w sezonie 1979/1980, kiedy to triumfował w klasyfikacji generalnej oraz klasyfikacjach jazdy po muldach i kombinacji. W sezonie 1980/1981 był drugi w klasyfikacji generalnej oraz klasyfikacji jazdy po muldach.
W 1982 r. zakończył karierę.

## Sukcesy

### Puchar Świata

#### Miejsca w klasyfikacji generalnej
- 1979/1980 – 1.
- 1980/1981 – 2.
- 1981/1982 – 85.

#### Miejsca na podium
1. Poconos – 7 stycznia 1980 (Jazda po muldach) – 1. miejsce
2. Poconos – 8 stycznia 1980 (Jazda po muldach) – 1. miejsce
3. Poconos – 10 stycznia 1980 (Balet narciarski) – 2. miejsce
4. Poconos – 11 stycznia 1980 (Kombinacja) – 1. miejsce
5. Poconos – 12 stycznia 1980 (Kombinacja) – 1. miejsce
6. Oberjoch – 2 marca 1980 (Kombinacja) – 3. miejsce
7. Tignes – 15 marca 1980 (Kombinacja) – 1. miejsce
8. Livigno – 17 stycznia 1981 (Balet narciarski) – 3. miejsce
9. Tignes – 22 stycznia 1981 (Jazda po muldach) – 3. miejsce
10. Laax – 3 lutego 1981 (Kombinacja) – 3. miejsce
11. Laax – 4 lutego 1981 (Jazda po muldach) – 2. miejsce
12. Seefeld in Tirol – 9 lutego 1981 (Kombinacja) – 2. miejsce
13. Oberjoch – 14 lutego 1981 (Jazda po muldach) – 2. miejsce
14. Oberjoch – 15 lutego 1981 (Kombinacja) – 2. miejsce
15. Poconos – 14 marca 1981 (Balet narciarski) – 3. miejsce
16. Mount Norquay – 18 marca 1981 (Jazda po muldach) – 2. miejsce

- W sumie 5 zwycięstw, 6 drugich i 5 trzecich miejsc.